# Chloromyia formosa
Chloromyia formosa (лат.) — вид мух-львинок из подсемейства Sarginae.

## Внешнее строение
Длина взрослых насекомых составляет 7—10 мм. Брюшко самок сине-зелёное с фиолетовым оттенком, самцов — с медно-зелёным блеском.Крылья насекомых — желтовато-коричневые. Ноги чёрные, с жёлтыми коленями.

## Распространение и образ жизни
До недавнего времени вид был известен лишь в Палеарктике. Эти насекомые широко распространены на территории Европы (на севере встречаются до центральной Скандинавии), Северной Африки и Азии вплоть до востока Сибири и Монголии. Некоторое время назад произошла интродукция в Северную Америку. На севере граница ареала проходит примерно по 60° северной широты. Chloromyia formosa населяют леса, живые изгороди, сады и парки. Взрослые насекомые питаются на цветках и иногда выступают в роли единственных опылителей редких видов растений. Самки откладывают отдельные яйца в места скопления разлагающейся растительной органики, в компосте, на водных растениях или на поверхности воды, где и происходит развитие личинок. Личинки питаются органическими отходами, а взрослые особи — нектаром растений.

## Галерея

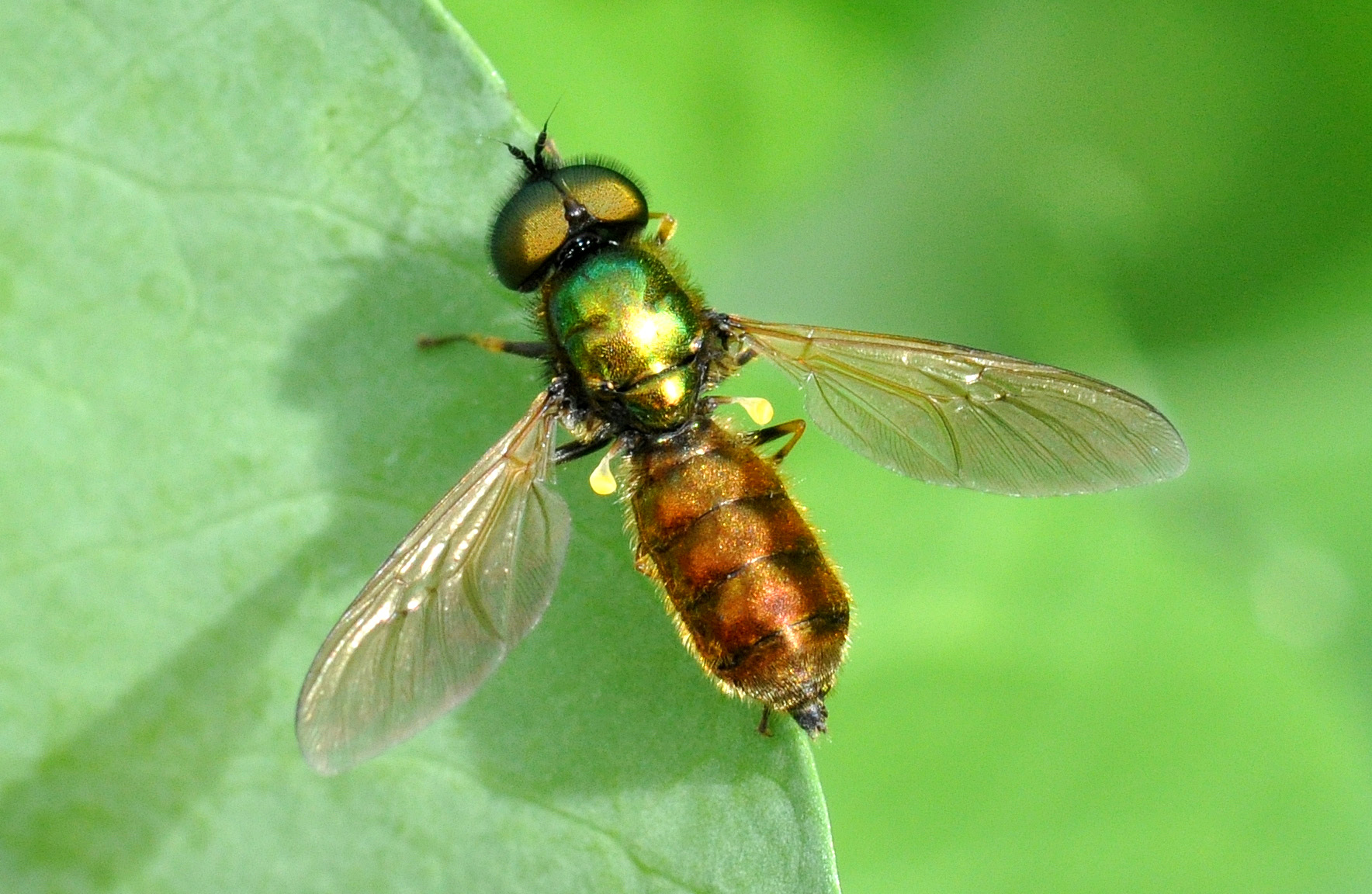
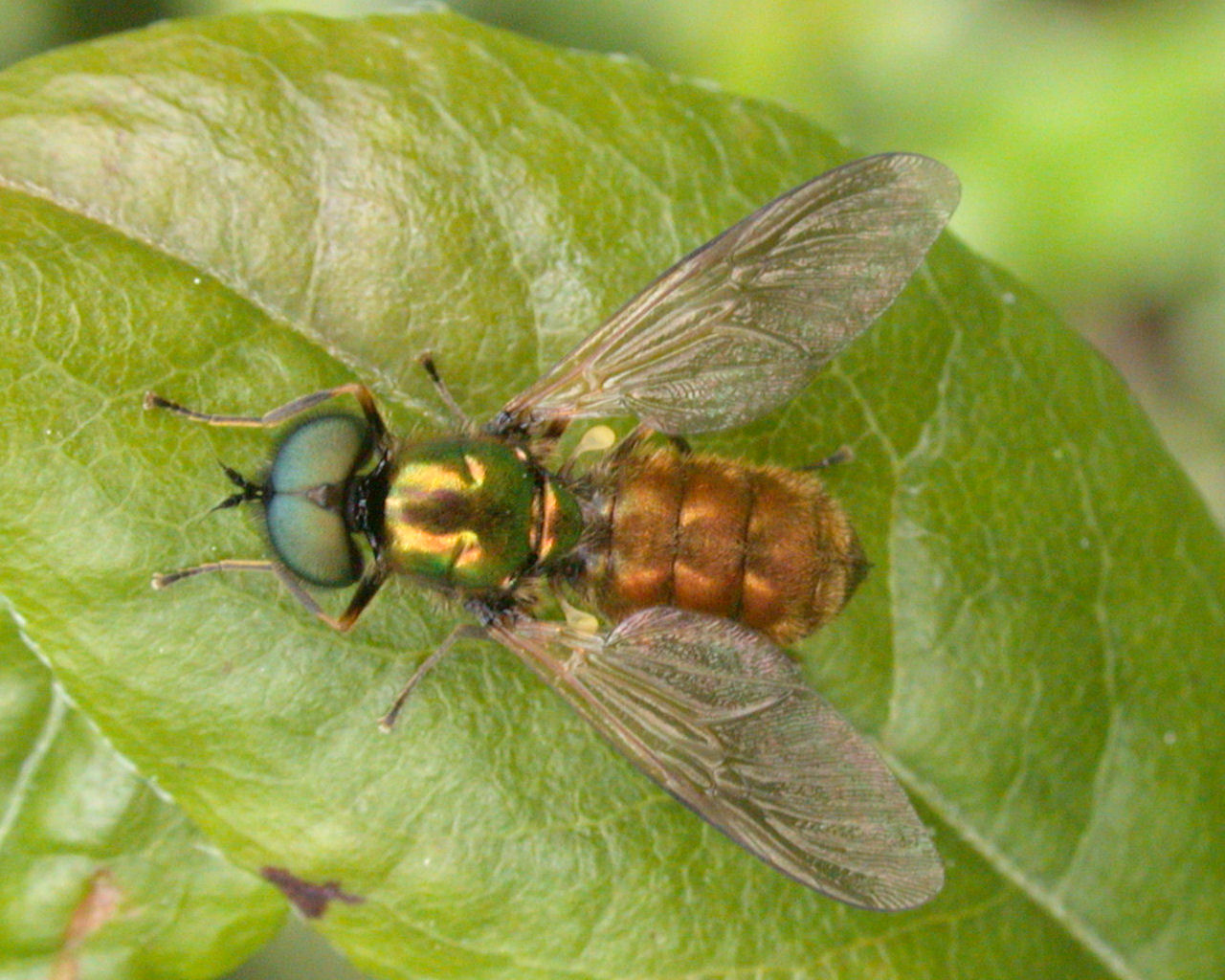
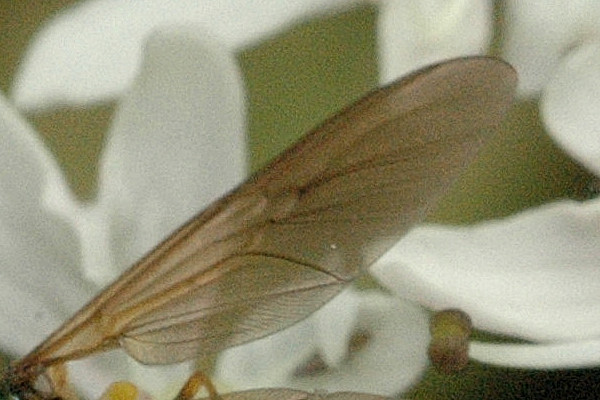
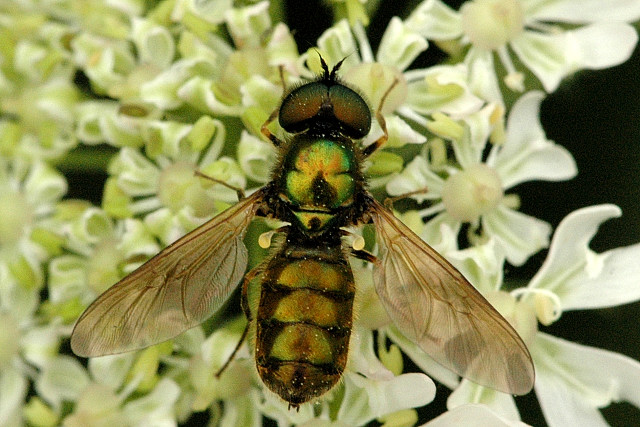